# Heinrich Bürkel

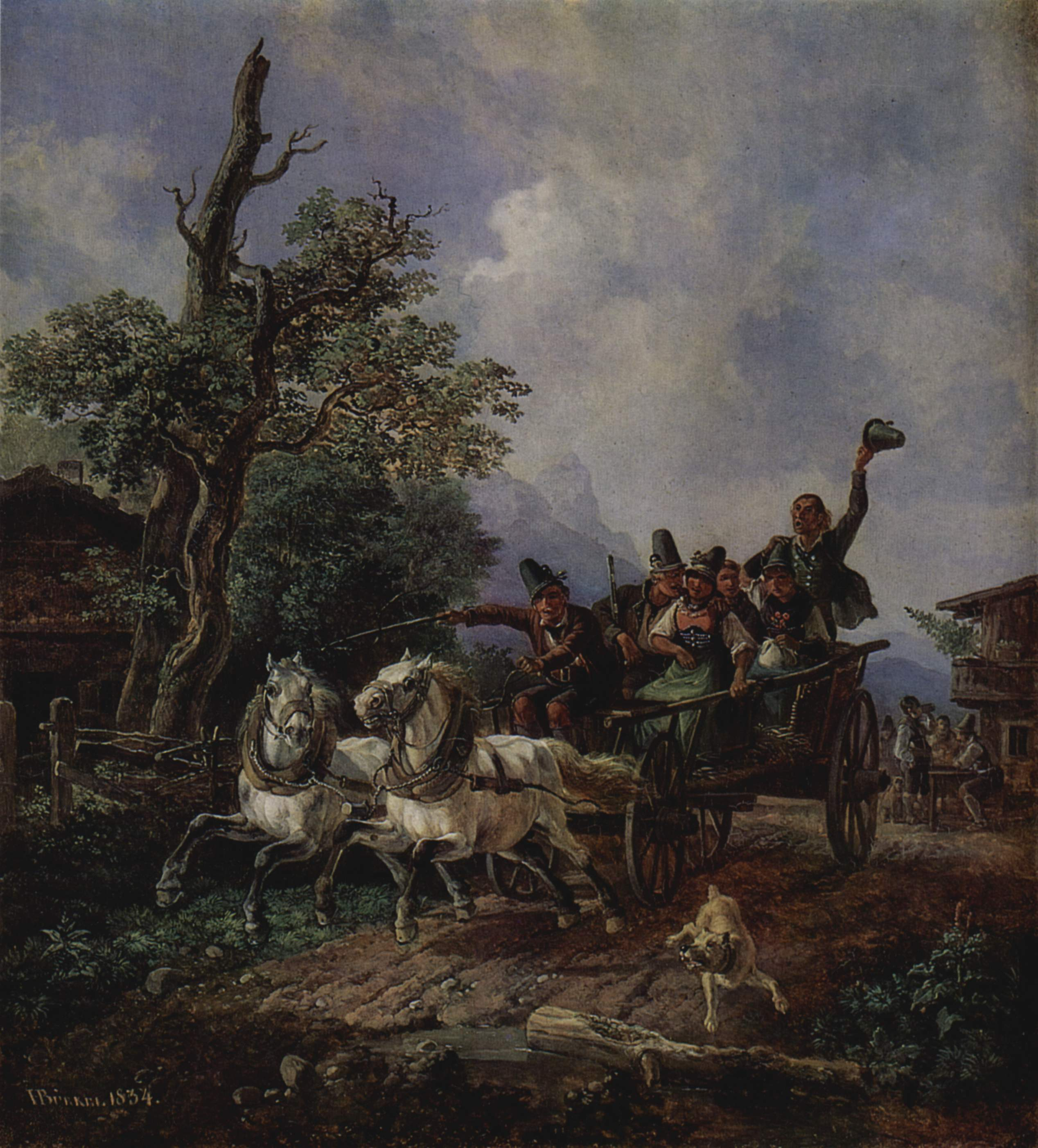
Landskap med bondevagn, olja på pannå av Bürkel, 1837

Heinrich Bürkel, född 29 maj 1802, död 10 juni 1869, var en tysk konstnär.
Bürkel skildrade under påverkan av nederländska genremålare Alpernas befolkning. Prov på hans konst finns i Berlin- och Münchenmuseerna.

## Fotnoter
1. 1 2  Heinrich Bürkel, RKDartists (på engelska), RKDartists-ID: 13859.[källa från Wikidata]
2. ↑  Andreas Beyer & Bénédicte Savoy (red.), Artists of the World Online, K.G. Saur Verlag och Walter de Gruyter, 2009, 10.1515/AKL, Artists of the World konstnärs-ID: 10145795.[källa från Wikidata]
3. 1 2 3  abART, abART person-ID: 22189, läst: 1 april 2021.[källa från Wikidata]
4. ↑  Gemeinsame Normdatei, läst: 13 december 2014.[källa från Wikidata]
5. ↑  Gemeinsame Normdatei, läst: 31 december 2014.[källa från Wikidata]